# Montesa Enduro
La Montesa Enduro fou un model de motocicleta fabricat per Montesa entre 1974 i 1987, dissenyat específicament per a la pràctica de l'enduro (modalitat anomenada a l'època "Tot Terreny"). Al llarg de la seva vida comercial se'n produïren diverses versions en cilindrades variades -des dels 75 fins als 360 cc-, totes elles amb les següents característiques generals: motor de dos temps monocilíndric refrigerat per aire, frens de tambor i amortidors de forquilla convencional davant i telescòpics darrere. Pel que fa al bastidor, fou de bressol simple fins a la versió 250 H de 1976 i passà al doble bressol d'ençà de la 125 H de 1977.
Va ser el primer model estrictament de Tot Terreny que fabricà Montesa (les anteriors Texas de 1966 i King Scorpion de 1970 no passaven de ser meres motos polivalents, a mig camí del turime i el trail) i durant anys fou un dels tres pilars comercials de la marca, juntament amb la Cota de trial i la Cappra de motocròs. De fet, l'Enduro era una extrapolació de la Cappra adaptada a les normatives vigents d'homologació per tal de poder circular per carretera i competir en proves de Tot Terreny. Cal dir que la seva denominació comercial, «Enduro» (compartida amb el model homònim d'OSSA i adoptada per tots dos fabricants dels EUA), s'avançava a l'època i no fou fins a començaments de la dècada de 1980 que aquest nom es generalitzà arreu del món com a designació d'aquesta disciplina motociclista (fins aleshores, l'enduro es coneixia com a Regolarità, Endurance, Todo Terreno i altres denominacions en funció dels països).
En el vessant esportiu, malgrat que mai ningú no guanyà amb aquesta motocicleta cap de les dues principals competicions d'enduro d'aleshores (el Campionat d'Europa i els International Six Days Trial o ISDT, actualment anomenats ISDE), sí que s'hi aconseguiren diverses medalles d'or als ISDT. Pilots com ara Josep Maria Bubú Casanovas, Joan Bellsolà o Josep Maria Sucarrats en foren els primers usuaris de renom, però fou amb l'entrada de Carles Mas a l'equip oficial de Montesa quan es produí l'eclosió definitiva d'aquest model: als comandaments d'una Montesa Enduro, Mas va dominar el Campionat d'Espanya durant anys tot acumulant-ne 7 títols consecutius, a més d'haver format part de l'equip estatal que quedà subcampió mundial per equips als ISDE de la Cerdanya el 1985.

## Història

### Antecedents: L'Enduro de 1965

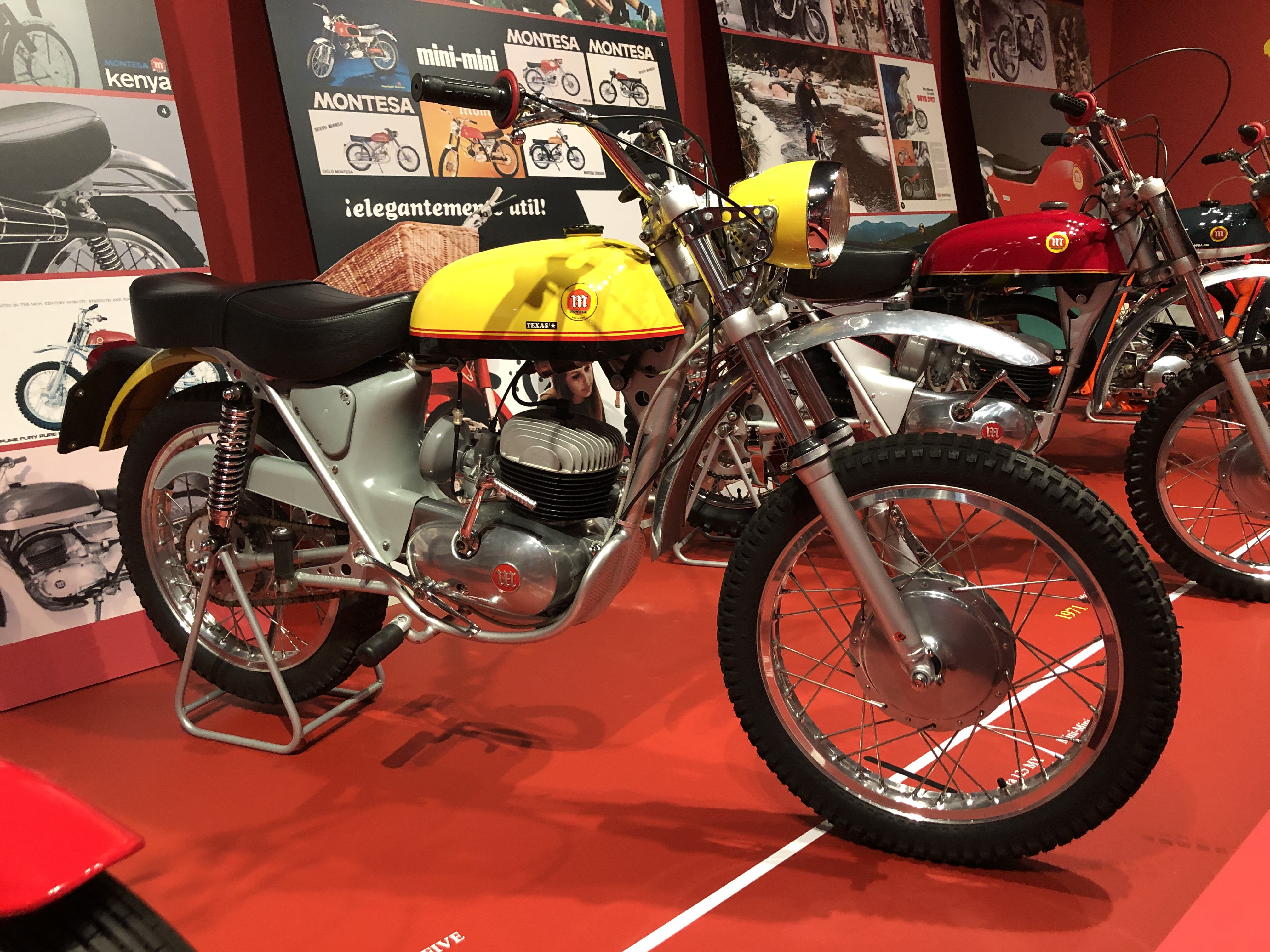
Montesa Texas 175 de 1966

A petició del seu importador als EUA, Kim Kimball, Montesa fabricà el 1965 una tirada especial de la Impala Sport 175 amb aspecte de moto de muntanya -manillar alt, pneumàtics de fora d'asfalt i poca cosa més- per a aquell mercat, on es distribuí amb el nom d'"Enduro" (o Enduro Texas). Aquella primera Enduro fou la predecessora de la Texas 250 de 1966, una nova adaptació de la Impala a la muntanya que estigué en producció fins al 1971, quan fou substituïda per la King Scorpion, apareguda un any abans. Tots aquests models tenien en comú el fet d'estar dissenyats pensant en el seu ús per carretera i, a tot estirar, per camins forestals transitables. Els afeccionats al Tot Terreny que volguessin competir-hi amb una Montesa havien d'optar per adaptar una d'aquestes motos o, millor, una Cappra de motocròs segons el seu criteri.

### Les Enduro dels anys 70 i 80
Amb el llançament el 1974 de la primera Enduro 250, basada en la Cappra VRS i plenament especialitzada, Montesa superà la seva manca de competitivitat dins el sector del Tot Terreny i eixamplà l'oferta disponible a l'estat espanyol d'aquesta mena de motocicletes, restringida fins al moment a la Bultaco Matador i a l'OSSA Enduro. Des d'aquell moment i sota la direcció de Pere Pi, el DID de l'empresa evolucionà any rere any l'Enduro fins a convertir-la en una de les millors motos de la seva modalitat. Les Enduro incorporaven anualment les innovacions assajades als prototipus dels pilots oficials de la marca.

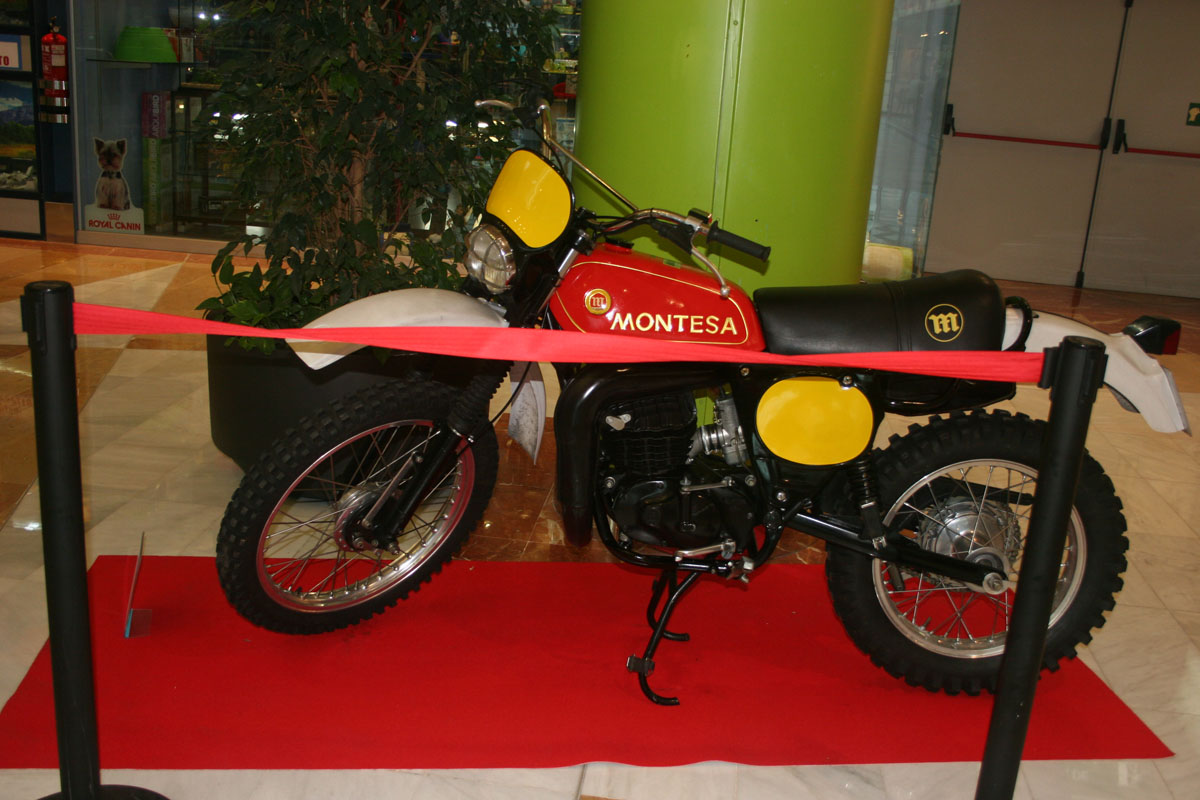
Montesa Enduro 360 H6 de 1978

El llançament de les petites Enduro L de 75 i 125 cc el 1976 representà un gran èxit de vendes per a la marca, ja que venien a oferir una alternativa als joves d'entre 16 i 18 anys afeccionats al Tot Terreny en uns moments en què pràcticament només disposaven de ciclomotors tipus Puch Cobra o Derbi Diablo a banda de les Bultaco Lobito i Frontera 74, aquesta darrera la seva principal competidora. Aviat, tant les petites Frontera com les Enduro varen esdevenir motocicletes multiús, ja que els joves de l'època les feien servir bàsicament per als seus desplaçaments diaris (ja fos per anar a l'institut o als locals d'oci urbans).
La renovada Enduro H6 de 1978 representà un punt d'inflexió dins l'evolució del model: la tradicional versió 250 era una moto més econòmica i polivalent que servia tant per al dia a dia com per a un ús més esportiu, mentre que la nova 360 cobria el sector de clientela que cercava una moto plenament exigent i d'alt nivell en competició.
La gamma s'anà millorant fins al llançament de les noves Enduro H7 (la versió 80 el 1982 i la 360 el 1983), les darreres Enduro i el seu zenit en l'aspecte tecnològic. Al llarg dels anys, les diferents versions fabricades d'Enduro 360 H6 i H7 varen tenir un notable èxit de vendes i varen contribuir a popularitzar el Tot Terreny en una època en què l'especialitat de fora d'asfalt per excel·lència era el trial. Fou tal l'èxit d'aquesta moto que se seguí fabricant ininterrompudament fins a uns anys després que Montesa hagués estat absorbida totalment per Honda, el 1986.

### El prototipus Alcor XLV de 1983

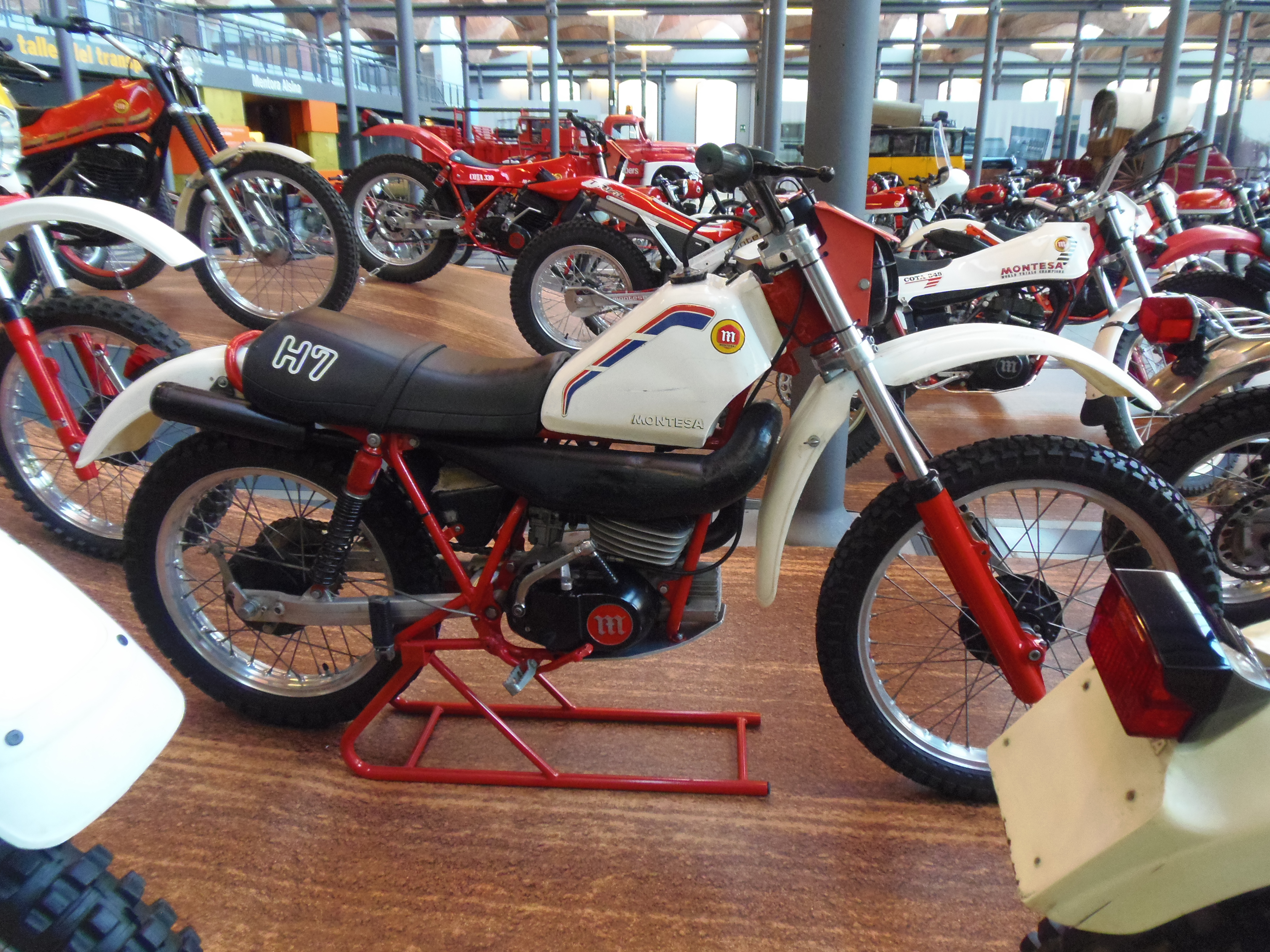
L'Enduro H7 125 "Alcor XLV" de 1983

Durant els darrers anys de Montesa com a empresa familiar, abans d'associar-se amb Honda, s'experimentaren diverses solucions tècniques que no s'arribaren a posar mai en producció. Una d'elles fou l'anomenat projecte "Alcor XLV" (remetent aquesta xifra romana a l'any d'aparició de la primera Montesa, l'A-45 de 1945).
El projecte Alcor, desenvolupat conjuntament amb l'Escola d'Enginyers Industrials de Barcelona, era un intent de superar les vibracions excessives del motor en determinades circumstàncies i la solució estudiada es basava en un pistó afegit (el qual es pot apreciar en forma d'una mena de bony sortint del càrter pel davant), amb l'objectiu d'augmentar la relació de compressió del càrter d'admissió. Aquell nou pistó, solidari al cigonyal i sincronitzat amb el principal, aspirava més mescla i aquesta entrava al cilindre a més pressió. Durant la fase de desenvolupament del projecte es construí alguna Enduro equipada amb aquest sistema, com ara una H7 125 de 1983 que es conserva actualment al mNACTEC de Terrassa, dins la col·lecció Pere Permanyer.
Finalment, el projecte s'acabà abandonant per falta de suport, atesa la delicada situació econòmica de Montesa en aquells moments.

### Darrers temps: La 370 PRS oficial
El 1983, Montesa inicià el desenvolupament d'un prototipus basat en l'Enduro 360 H7, aleshores ja un pèl desfasada. El treball se centrava en un sistema d'amortiment posterior progressiu per mitjà de bieletes -inspirat en el que equipaven les KTM-, amb un robust basculant d'alumini i monoamortidor White Power. Aquest sistema s'anomenà PRS. La suspensió anterior era a base d'una forquilla Marzocchi M1 de 42 mm de diàmetre i el bastidor rebé una sèrie de modificacions destinades a albergar el nou conjunt de suspensió posterior, esdevenint desmuntable el subxassís. Pel que fa als frens, s'hi seguien emprant els Assimetric de tambor (a finals de 1985 s'equipà un disc anterior) i respecte al motor, s'adoptava un nou cilindre Gilardoni d'aletes planes i admissió per làmines, alimentat per un carburador Mikuni.
La primera Montesa Enduro 370 PRS debutà oficialment als ISDE del País de Gal·les de 1983; amb aquesta moto, Mas revalidà el títol de Campió d'Espanya els anys 1984 i 1985, any aquest en què assolí també el subcampionat als ISDE de la Cerdanya coincidint amb la seva darrera temporada a Montesa. El 1986, l'empresa abandonà el projecte PRS a causa de la seva difícil situació econòmica i, malgrat que la moto seguí competint amb Agustí Vall de pilot, el seu treball d'evolució s'aturà i no va arribar mai a la sèrie.

## Èxits als Campionats d'Espanya
Carles Mas ingressà a l'equip oficial de Montesa el 1977 com a company de Bubú Casanovas, Josep Maria Sucarrats i Joan Bellsolà. En només dos anys, va aconseguir superar el fins aleshores imbatible Narcís Casas i guanyar el seu primer Campionat d'Espanya de Tot Terreny amb la Montesa Enduro, triomf que repetí en sis ocasions més. Cal dir, però, que el primer títol de la disciplina guanyat per Montesa fou el que aconseguí Bartomeu Quesada el 1976 en la categoria de 75cc, amb una Enduro L 75.
A banda dels ja citats fins ara, molts altres pilots varen destacar en un moment o altre en competició als comandaments d'una Montesa Enduro, ja fos com a membres de l'equip oficial de la marca o de forma privada. Entre ells cal esmentar Lluís Cantó, Ramon Burés, Ferran Gil, Agustí Vall, Joan Sallés, Joan Siscar, Jordi de Marimon i Carles Sotelo. Especial esment mereix Ton Marsinyach, campió d'Espanya el 1974 amb OSSA i company d'equip de Carles Mas d'ençà de 1979, quan va fitxar per Montesa un cop OSSA entrà en fallida.
Tot seguit, es relacionen els Campionats d'Espanya de Tot Terreny (Enduro) guanyats amb una Montesa Enduro:
| Any  | Campió           |
| ---- | ---------------- |
| 1976 | Bartomeu Quesada |
| 1979 | Carles Mas       |
|      |                  |
| 1980 | Carles Mas       |
| 1981 | Carles Mas       |
| 1982 | Carles Mas       |
| 1983 | Carles Mas       |
| 1984 | Carles Mas       |
| 1985 | Carles Mas       |

Notes
1. ↑  El 1976, Quesada guanyà el campionat de 75cc.
2. ↑  Fins al 1979, el campionat s'anomenava Campionat d'Espanya de Tot Terreny, i d'ençà de 1980 passà a anomenar-se Campionat d'Espanya d'Enduro.

## Característiques

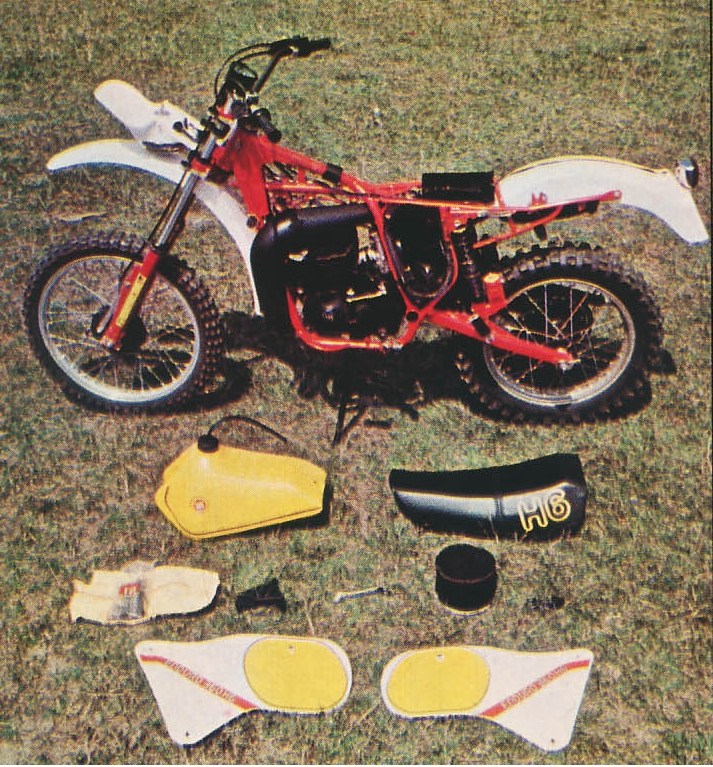
Una Enduro 360 H6 de 1979 desmuntada, amb les peces al davant.

L'Enduro derivava directament de la Cappra de motocròs, de la qual n'heretava el xassís, la forquilla telescòpica i la disposició dels amortidors posteriors, col·locats formant un angle de 45 graus.
Tant les Enduro H6 com les H7 varen ser unes motos modernes, avançades al seu temps i innovadores. Les H6 es varen dissenyar tot seguint la ideologia aplicada a la Cota 348 de trial: les peces que donaven accés al filtre d'aire (el selló i el dipòsit) i el pinyó de sortida del canvi de marxes eren desmuntables manualment. Per a desmuntar el selló només calia desenganxar dues gomes especials creades amb aquesta finalitat i fer girar un joc de peces metàl·liques; el dipòsit també s'alliberava amb tres gomes i per a desmuntar el pinyó, primer calia treure un protector de goma (sortia molt fàcilment) i després el mateix casset del pinyó que s'havia aplicat a la Cota 348 (es desmuntava també amb els dits). Al mateix temps, es va crear una ferradura per a protegir el càrter en cas de trencament de la cadena. La placa del far anterior també era desmuntable a mà mitjançant un sistema original de gomes que s'introduïen en uns pivots.
Pel que fa a les suspensions, la posterior era de gran recorregut (137 mm) amb els amortidors inclinats i avançats, mentre l'anterior (també de llarg recorregut, 260 mm) es podia ajustar en alçada. L'Enduro 360 ja incorporava fre de disc hidràulic al davant i pneumàtic de 18 x 4,50 al darrere, amb un dipòsit de benzina de material plàstic sense soldadura, curt a l'estil dels de motocròs per tal de permetre una millor conducció als revolts. Els parafangs, també de plàstic, eren flexibles per a evitar trencaments i el cavallet portava una subjecció addicional de goma de seguretat.
Finalment, les Enduro 80 (H6 i H7), eren la rèplica de les Enduro superiors (250 i 360) per a joves a partir dels 16 anys. El motor prenia com a base el de la Cota 74, amb la relació de pinyons del canvi redissenyada per tal d'adequar-lo a l'enduro, així com la corba de potència i el tub d'escapament, el cilindre i les inèrcies. Se li redissenyaren també les tapes del càrter (fent-les més estretes i esportives) i moltes altres peces eren especials, fetes a escala de les de les seves germanes grans.

## Versions

### Llista de versions produïdes
| Versió                    | Cilindrada                | Id. Model                 | Anys                      | Núm. Sèrie                | Unitats | Pintura dipòsit                                 |
| ------------------------- | ------------------------- | ------------------------- | ------------------------- | ------------------------- | ------- | ----------------------------------------------- |
| 175                       | 175                       | 14M                       | 1965                      | 14M0001-                  | 400     | Vermell tipus Impala Sport                      |
|                           |                           |                           |                           |                           |         |                                                 |
| 250                       | 250                       | 54M                       | 1974 - 1976               | 54M0001-                  | 3.853   | Vermell tipus Cappra VRS                        |
|                           |                           |                           |                           |                           |         |                                                 |
| L                         | 75                        | 26M                       | 1976 - 1983               | 26M0001-                  | 9.900   | Vermell amb franja daurada ratllada             |
| L                         | 125                       | 48M                       | 1976 - 1980               | 48M0001-                  | 1.500   | Vermell amb franja daurada ratllada             |
|                           |                           |                           |                           |                           |         |                                                 |
| A                         | 250                       | 54M                       | 1976                      | 54M66001-                 | 280     | ?                                               |
| K                         | 250                       | 54M                       | 1976                      | 54M0001-                  | 600     | Vermell (angulós)                               |
| H                         | 250                       | 54M                       | 1976                      | 54M0001-                  | 800     | Vermell (arrodonit)                             |
| H                         | 125                       | 58M                       | 1977 - 1978               | 58M0001-                  | 900     | Vermell tipus Cappra VB (franges groga i negra) |
|                           |                           |                           |                           |                           |         |                                                 |
| H6                        | 250                       | 54M                       | 1977 - 1979               | 54M0001-                  | 2.700   | Vermell (arrodonit)                             |
| H6                        | 360                       | 67M                       | 1978 - 1979               | 67M00001-                 | 4.600   | Vermell (arrodonit)                             |
| H6 "79"                   | 75                        | 62M                       | 1979 - 1981               | 62M0001-                  | ?       | Groc                                            |
| H6 "79"                   | 250                       | 54M                       | 1979 - 1982               | 54M0001-                  | 800     | Groc                                            |
| H6 "79"                   | 360                       | 67M                       | 1979 - 1982               | 67M04609-                 | 4.600   | Groc                                            |
| H6 "81"                   | 75                        | 62M                       | 1981                      | ?                         | ?       | Blanc amb franges blava i vermella anteriors    |
| H6 "81"                   | 125                       | 68M                       | 1981                      | 68M0001-                  | ?       | Blanc amb franges blava i vermella anteriors    |
| H6 "81"                   | 250                       | ?                         | 1981                      | ?                         | ?       | ?                                               |
| H6 "81"                   | 360                       | 67M                       | 1981                      | ?                         | ?       | Blanc amb ratlla negra                          |
|                           |                           |                           |                           |                           |         |                                                 |
| H7 "82"                   | 80                        | 62M                       | 1982                      | 62M0001-                  | ?       | Blanc amb franges blava i vermella superiors    |
| H7 "83"                   | 80                        | ?                         | 1983 - 1985               | ?                         | ?       | ?                                               |
| H7 S                      | 360                       | ?                         | 1983                      | ?                         | ?       | Blanc amb franges blava i vermella superiors    |
|                           |                           |                           |                           |                           |         |                                                 |
| L "83"                    | 75                        | ?                         | 1983                      | ?                         | ?       | Blanc amb franges blava i vermella superiors    |
| L "83"                    | 360                       | ?                         | 1983                      | ?                         | ?       | Vermell (parafangs grisos)                      |
|                           |                           |                           |                           |                           |         |                                                 |
| H7                        | 125                       | 68M                       | 1983 - 1985               | 68M01305-                 | ?       | Blanc amb franges blava i vermella superiors    |
| H7                        | 250                       | 54M                       | 1984 - 1987               | 54M70001-                 | ?       | Blanc amb franges blava i vermella superiors    |
| H7                        | 360                       | 67M                       | 1984 - 1987               | 67M70001-                 | ?       | Blanc amb franges blava i vermella superiors    |
| Total d'unitats produïdes | Total d'unitats produïdes | Total d'unitats produïdes | Total d'unitats produïdes | Total d'unitats produïdes | 26.333  |                                                 |

Notes
1. 1 2  El total de 4.600 unitats engloba les fabricades de la 360 H6 i de la 360 H6 "79".
2. ↑  Sense comptar diverses versions per a les que no s'han trobat dades.

### 175
Fitxa tècnica
| Montesa Enduro 175 | Montesa Enduro 175         | Montesa Enduro 175 |
| ------------------ | -------------------------- | ------------------ |
| Id. Model          | 14M                        |                    |
| Núm. Sèrie         | 14M0001-                   |                    |
| Anys               | 1965                       |                    |
| CC                 | 174,77                     |                    |
| Diàmetre x Carrera | 60,9 x 60 mm               |                    |
| Compressió         | ?                          |                    |
| CV                 | ?                          |                    |
| Carburador         | ?                          |                    |
| Canvi              | 4 velocitats               |                    |
| Suspensió davant   | Forquilla telehidràulica   |                    |
| Suspensió darrera  | Oscil·lant                 |                    |
| Pneumàtic davant   | ?                          |                    |
| Pneumàtic darrera  | ?                          |                    |
| Frens davant       | Tambor 180 mm              |                    |
| Frens darrera      | Tambor 180 mm              |                    |
| Pes en sec         | ?                          |                    |
| Capacitat dipòsit  | ?                          |                    |
| Color dipòsit      | Vermell tipus Impala Sport |                    |

### 250
Fitxa tècnica
| • Dimensions                                                                             |
| ---------------------------------------------------------------------------------------- |
| - Longitud: 2.130 mm - Batalla: 1.425 mm - Ample manillar: 865 mm - Alçada selló: 930 mm |

| • Altres |
| --- |
| - Encesa: Motoplat electrònica - Embragatge: Multidisc en bany d'oli - Transmissió primària: Per engranatges helicoidals - Velocitat màxima: 119 km/h |

### L
Fitxa tècnica
| • Dimensions |
| --- |
| - Longitud: 1.950 mm - Batalla: 1.280 mm - Alt x ample manillar: 1.080 x 830 mm - Alçada selló: 840 mm - Alçada estreps: 350 mm - Alçada mínima sobre el terra: 320 mm |

| • Altres |
| --- |
| - Encesa: Magneto alternador a volant - Embragatge: Multidisc en bany d'oli - Velocitat màxima: 92 km/h - Preu a l'època: 69.400 pts |

| • Dimensions |
| --- |
| - Longitud: 1.950 mm - Batalla: 1.280 mm - Alt x ample manillar: 1.080 x 830 mm - Alçada selló: 840 mm - Alçada estreps: 350 mm - Alçada mínima sobre el terra: 320 mm |

| • Altres |
| --- |
| - Encesa: Magneto alternador a volant - Embragatge: Multidisc en bany d'oli - Velocitat màxima: 109 km/h - Preu a l'època: 71.800 pts |

Notes
1. ↑  417,10 euros al canvi.
2. ↑  431,53 euros al canvi.

### K
Fitxa tècnica
| Montesa Enduro 250 K | Montesa Enduro 250 K        | Montesa Enduro 250 K |
| -------------------- | --------------------------- | -------------------- |
| Id. Model            | 54M                         |                      |
| Núm. Sèrie           | 54M0001-                    |                      |
| Anys                 | 1975 - 1976                 |                      |
| CC                   | 246,3                       |                      |
| Diàmetre x Carrera   | 70 x 64 mm                  |                      |
| Compressió           | 39094                       |                      |
| CV                   | ?                           |                      |
| Carburador           | Amal 32 mm                  |                      |
| Canvi                | 5 velocitats                |                      |
| Suspensió davant     | Forquilla telescòpica Betor |                      |
| Suspensió darrera    | Amortidors hidràulics Betor |                      |
| Pneumàtic davant     | 3,00 x 21                   |                      |
| Pneumàtic darrera    | 4,50 x 19                   |                      |
| Frens davant         | Tambor 130 mm               |                      |
| Frens darrera        | Tambor 150 mm               |                      |
| Pes en sec           | ?                           |                      |
| Capacitat dipòsit    | 9,7 litres                  |                      |
| Color dipòsit        | Vermell (angulós)           |                      |

### H
Fitxa tècnica
| • Dimensions                                                                    |
| ------------------------------------------------------------------------------- |

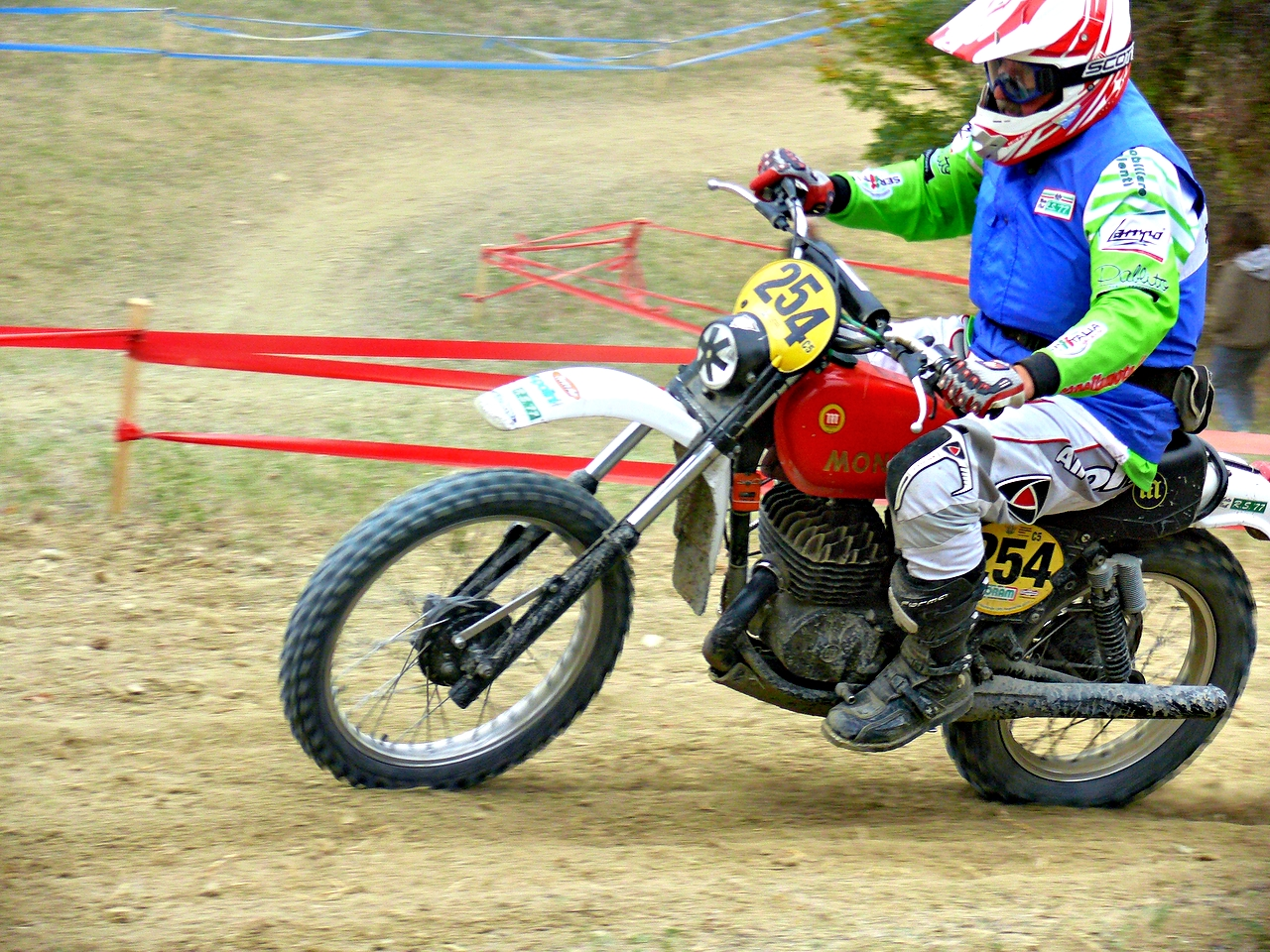
Una Montesa Enduro H en un enduro "Vintage" a Itàlia el 2017

| - Longitud: 2.085 mm - Batalla: 1.400 mm - Alçada mínima sobre el terra: 267 mm |

| • Altres |
| --- |
| - Encesa: Magneto alternador a volant electrònic - Embragatge: Multidisc en bany d'oli - Velocitat màxima: 115 km/h - Preu a l'època: 75.600 pts |

| • Dimensions                             |
| ---------------------------------------- |
| - Longitud: 2.180 mm - Batalla: 1.425 mm |

| • Altres                                                                                                 |
| --- |
| - Encesa: Magneto alternador a volant - Embragatge: Multidisc en bany d'oli - Velocitat màxima: 119 km/h |

1. ↑  454,36 euros al canvi.

### H6
Fitxa tècnica
| • Dimensions                                                                    |
| ------------------------------------------------------------------------------- |
| - Longitud: 2.180 mm - Batalla: 1.425 mm - Alçada mínima sobre el terra: 290 mm |

| • Altres |
| --- |
| - Encesa: Motoplat electrònica - Embragatge: Multidisc en bany d'oli - Velocitat màxima: 119 km/h - Preu a l'època: 90.500 |

| • Dimensions |
| --- |
| - Longitud: 2.090 mm - Batalla: 1.425 mm - Ample manillar: 820 mm - Alçada selló: 950 mm - Alçada mínima sobre el terra: 275 mm |

| • Altres |
| --- |
| - Encesa: Motoplat electrònica (9600528.1) - Embragatge: Multidisc en bany d'oli - Velocitat màxima: 137 km/h |

1. ↑  543,91 euros al canvi.

### H6 "79"
Fitxa tècnica
| • Dimensions                             |
| ---------------------------------------- |
| - Longitud: 1.980 mm - Batalla: 1.315 mm |

| • Altres                                                                                     |
| -------------------------------------------------------------------------------------------- |
| - Encesa: Motoplat 0616015 - Embragatge: Multidisc en bany d'oli - Velocitat màxima: 92 km/h |

| • Dimensions                                                      |
| ----------------------------------------------------------------- |
| - Longitud: 2.180 mm - Batalla: 1.425 mm - Ample manillar: 850 mm |

| • Altres |
| --- |
| - Encesa: Motoplat electrònica (9600186.1) - Embragatge: Multidisc en bany d'oli - Velocitat màxima: 119 km/h |

| • Dimensions                                                      |
| ----------------------------------------------------------------- |
| - Longitud: 2.090 mm - Batalla: 1.425 mm - Ample manillar: 820 mm |

| • Altres |
| --- |
| - Encesa: Motoplat electrònica (9600528.1) - Embragatge: Multidisc en bany d'oli - Velocitat màxima: 137 km/h |

### H6 "81"
Fitxa tècnica
| • Dimensions |
| --- |
| - Longitud: 1.980 mm - Batalla: 1.315 mm - Ample manillar: 870 mm - Alçada selló: 805 mm - Alçada mínima sobre el terra: 325 mm |

| • Altres                                                                                     |
| -------------------------------------------------------------------------------------------- |
| - Encesa: Motoplat 0616015 - Embragatge: Multidisc en bany d'oli - Velocitat màxima: 92 km/h |

| • Dimensions |
| --- |
| - Longitud: 1.980 mm - Batalla: 1.315 mm - Ample manillar: 870 mm - Alçada selló: 805 mm - Alçada mínima sobre el terra: 325 mm |

| • Altres                                                                                      |
| --------------------------------------------------------------------------------------------- |
| - Encesa: Motoplat 0616015 - Embragatge: Multidisc en bany d'oli - Velocitat màxima: 109 km/h |

| • Altres |
| --- |
| - Encesa: Motoplat electrònica (9600528.1) - Embragatge: Multidisc en bany d'oli - Velocitat màxima: 137 km/h |

### H7 "82"
Fitxa tècnica
| Montesa Enduro 80 H7 "82" | Montesa Enduro 80 H7 "82"                    | Montesa Enduro 80 H7 "82" | Montesa Enduro 80 H7 "82" |
| --- | -------------------------------------------- | ------------------------- | ------------------------- |
| Id. Model | 62M                                          |                           |                           |
| Núm. Sèrie | 62M0001-                                     |                           |                           |
| Anys | 1982                                         |                           |                           |
| CC | 74,8                                         |                           |                           |
| Diàmetre x Carrera | 42 x 54 mm                                   |                           |                           |
| Compressió | 39094                                        |                           |                           |
| CV | ?                                            |                           |                           |
| Carburador | Bing 28 mm                                   |                           |                           |
| Canvi | 6 velocitats                                 |                           |                           |
| Suspensió davant | Forquilla telescòpica Comec 225 mm           |                           |                           |
| Suspensió darrera | Amortidors Betor 104 mm                      |                           |                           |
| Pneumàtic davant | 2,50 x 21                                    |                           |                           |
| Pneumàtic darrera | 4,50 x 18                                    |                           |                           |
| Frens davant | Tambor 125 mm                                |                           |                           |
| Frens darrera | Tambor 130 mm                                |                           |                           |
| Pes en sec | ?                                            |                           |                           |
| Capacitat dipòsit | 8,10 litres                                  |                           |                           |
| Color dipòsit | Blanc amb franges blava i vermella superiors |                           |                           |
| \| • Altres \| \| ------------------------------------------------------------------------------------------------ \| \| - Encesa: Motoplat electrònica - Embragatge: Multidisc en bany d'oli - Velocitat màxima: 92 km/h \| |                                              |                           |                           |
| • Altres |                                              |                           |                           |
| - Encesa: Motoplat electrònica - Embragatge: Multidisc en bany d'oli - Velocitat màxima: 92 km/h |                                              |                           |                           |

### H7 S
Fitxa tècnica
| Montesa Enduro H7 S 360 | Montesa Enduro H7 S 360                          | Montesa Enduro H7 S 360 |
| --- | ------------------------------------------------ | ----------------------- |
| Id. Model | ?                                                |                         |
| Núm. Sèrie | ?                                                |                         |
| Anys | 1983                                             |                         |
| CC | 349,6                                            |                         |
| Diàmetre x Carrera | 83,4 x 64 mm                                     |                         |
| Compressió | 39094                                            |                         |
| CV | ?                                                |                         |
| Carburador | Bing 36 mm                                       |                         |
| Canvi | 6 velocitats                                     |                         |
| Suspensió davant | Forquilla telescòpica Marzocchi (Piffero) 260 mm |                         |
| Suspensió darrera | Amortidors Betor oleopneumàtics 137 mm           |                         |
| Pneumàtic davant | 3,00/3,20 x 21                                   |                         |
| Pneumàtic darrera | 4,50 x 18                                        |                         |
| Frens davant | Disc 230 mm                                      |                         |
| Frens darrera | Tambor 150 mm                                    |                         |
| Pes en sec | ?                                                |                         |
| Capacitat dipòsit | 13 litres                                        |                         |
| Color dipòsit | Blanc amb franges blava i vermella superiors     |                         |
| \| • Altres \| \| ------------------------------------------------------------------------------------------------- \| \| - Encesa: Motoplat electrònica - Embragatge: Multidisc en bany d'oli - Velocitat màxima: 125 km/h \| |                                                  |                         |
| • Altres |                                                  |                         |
| - Encesa: Motoplat electrònica - Embragatge: Multidisc en bany d'oli - Velocitat màxima: 125 km/h |                                                  |                         |

### L "83"
Fitxa tècnica
| Montesa Enduro L "83" | Montesa Enduro L "83"                        | Montesa Enduro L "83"      |
| --- | -------------------------------------------- | -------------------------- |
| | 75                                           | 360                        |
| Id. Model | ?                                            | ?                          |
| Núm. Sèrie | ?                                            | ?                          |
| Anys | 1983                                         | 1983                       |
| CC | 74,8                                         | 349,6                      |
| Diàmetre x Carrera | 42 x 54 mm                                   | 83,4 x 64 mm               |
| Compressió | ?                                            | ?                          |
| CV | ?                                            | ?                          |
| Carburador | Bing 26 mm                                   | ?                          |
| Canvi | 6 velocitats                                 | 6 velocitats               |
| Suspensió davant | Forquilla telescòpica Montesa 160 mm         | ?                          |
| Suspensió darrera | Amortidors Betor 91 mm                       | ?                          |
| Pneumàtic davant | 2,50 x 20                                    | ?                          |
| Pneumàtic darrera | 3,75 x 17                                    | ?                          |
| Frens davant | Tambor 110 mm                                | ?                          |
| Frens darrera | Tambor 110 mm                                | ?                          |
| Pes en sec | 81 kg                                        | ?                          |
| Capacitat dipòsit | 5,10 litres                                  | ?                          |
| Color dipòsit | Blanc amb franges blava i vermella superiors | Vermell (parafangs grisos) |
| \| • Altres \| \| ------------------------------------------------------------------------------------------------ \| \| - Encesa: Motoplat electrònica - Embragatge: Multidisc en bany d'oli - Velocitat màxima: 92 km/h \| |                                              |                            |
| • Altres |                                              |                            |
| - Encesa: Motoplat electrònica - Embragatge: Multidisc en bany d'oli - Velocitat màxima: 92 km/h |                                              |                            |

### H7
Fitxa tècnica
| • Altres                                                                                          |
| ------------------------------------------------------------------------------------------------- |
| - Encesa: Motoplat electrònica - Embragatge: Multidisc en bany d'oli - Velocitat màxima: 109 km/h |

| • Altres                                                                                          |
| ------------------------------------------------------------------------------------------------- |
| - Encesa: Motoplat electrònica - Embragatge: Multidisc en bany d'oli - Velocitat màxima: 120 km/h |

| • Altres                                                                                          |
| ------------------------------------------------------------------------------------------------- |
| - Encesa: Motoplat electrònica - Embragatge: Multidisc en bany d'oli - Velocitat màxima: 130 km/h |